# Alcahozo

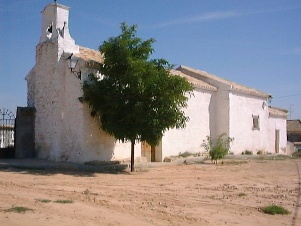
Iglesia en honor a la Ascensión del Señor (Alcahozo), pedanía del municipio Iniesta perteneciente a la provincia de Cuenca (Castilla-La Mancha, España)

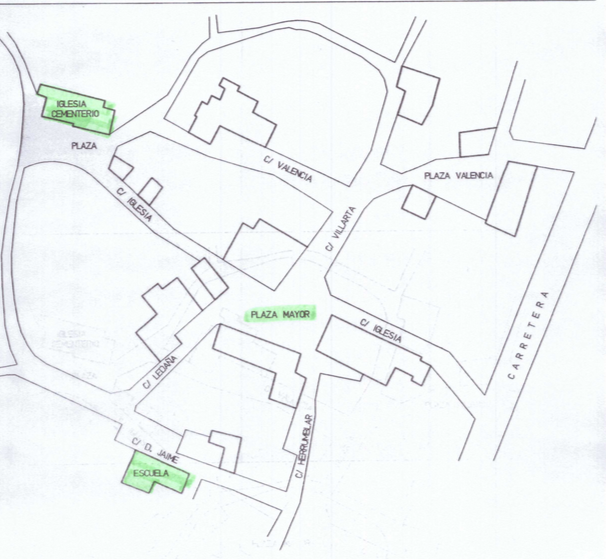
Plano de Alcahozo, el área del núcleo urbano cuenta con una superficie de 25.193, 84 m².

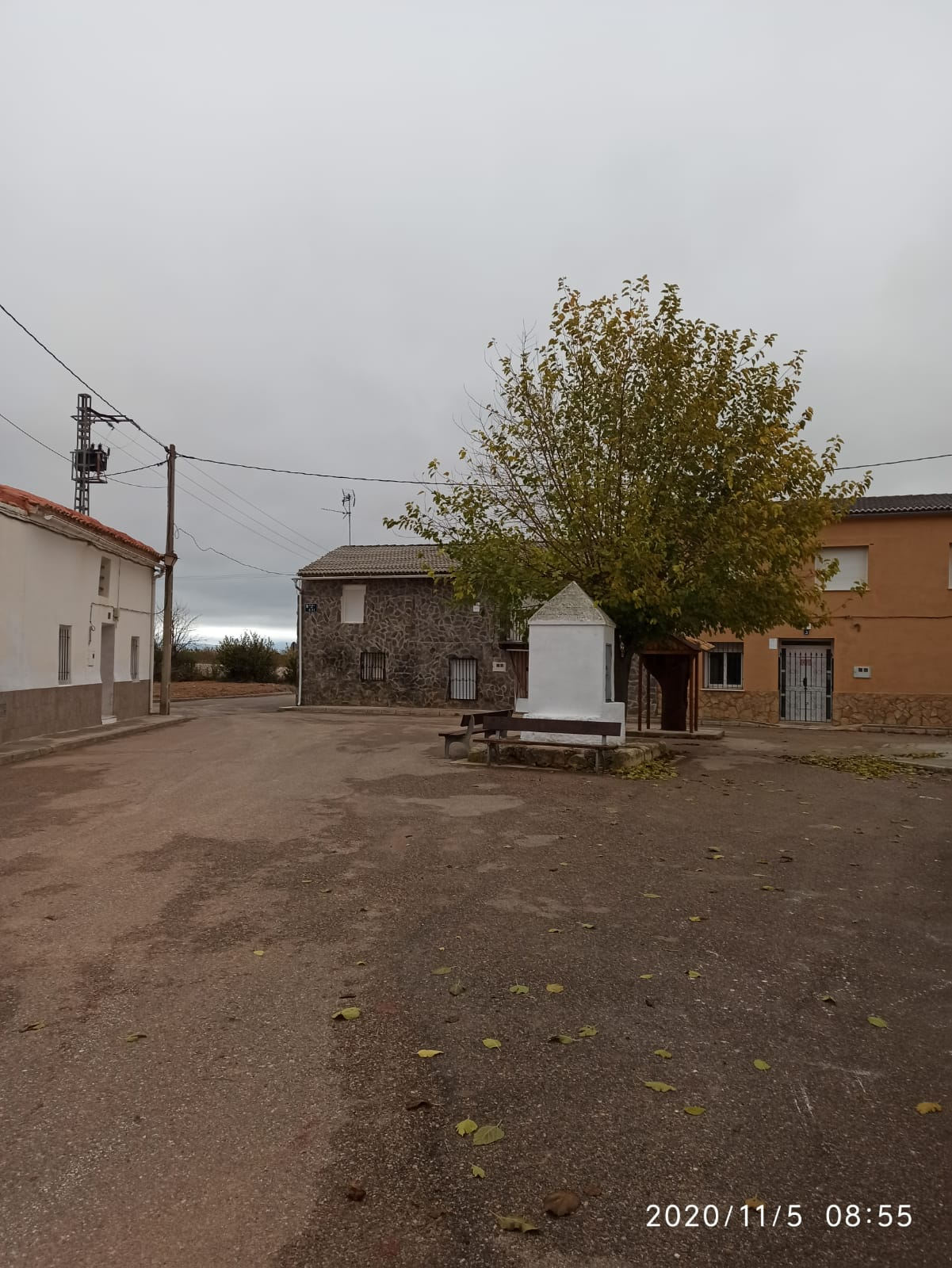
Plaza del Olmo (Alcahozo), recibe este nombre por el árbol que la caracteriza en el centro de la plaza.

Alcahozo es una pedanía perteneciente al municipio Iniesta desde mediados del siglo XVI, localizada en la provincia de Cuenca (Castilla-La Mancha, España). 
Cuenta con una población de 16 habitantes (INE, 2019) y con una superficie de 25.193,84 m². Se encuentra al este de Iniesta, a una distancia de a 10,84km.
Los pueblos más cercanos son El Herrumblar, Villarta y Villalpardo, pertenecientes también a la provincia de Cuenca.

## Demografía
| 2000 | 2002 | 2004 | 2006 | 2008 | 2010 | 2012 | 2014 | 2016 | 2018 |
| ---- | ---- | ---- | ---- | ---- | ---- | ---- | ---- | ---- | ---- |
| 8    | 10   | 10   | 23   | 14   | 14   | 11   | 10   | 10   | 10   |

## Lugares de interés y festividad
- Iglesia en honor a la Ascensión del Señor (siglo XVI-XVIII). Templo religioso formado por una sola nave de planta rectangular.
- Plaza del Olmo.
- Plaza Mayor de Alcahozo.
- 16 de julio.- Fiestas de la Virgen del Carmen. Actualmente siempre se celebran el sábado más cercano a la fecha de la festividad.  Por la tarde se hace misa, subasta de varas y procesión con la imagen de la Virgen y después, se invita a los asistentes a un aperitivo de zurra y frutos secos.

- FIN DE SEMANA DE MAYO O JUNIO.- Fiestas patronales en honor al Señor de la Ascensión. Es una fiesta sin fecha fija, ya que depende directamente de la Semana Santa, en concreto, se debería celebrar cuarenta días después del Domingo de Resurrección. Por ello, actualmente, se festeja el fin de semana anterior o posterior más cercano a esa fecha. El viernes por la noche se juntan los vecinos y visitantes en la plaza para cenar todos juntos, después suele hacerse baile. El sábado, se realizan distintas actividades festivas (aperitivo popular, chocolatada, fuegos artificiales, cena y verbena popular) y el domingo a media mañana se celebra la misa y la procesión en la que destaca la subasta previa de las varas de la imagen de la Virgen del Carmen, que también acompaña en procesión al Señor. Después se invita a un aperitivo de zurra y frutos secos y se reparte el pan bendito. Para la comida de ese día se suele invitar a todos los vecinos a una gran paella valenciana como fin de fiesta.